# 1701 Okavango
1701 Okavango (1953 NJ) là một tiểu hành tinh vành đai chính được phát hiện ngày 6 tháng 7 năm 1953 bởi J. Churms ở Johannesburg (UO).